# Pestmarter

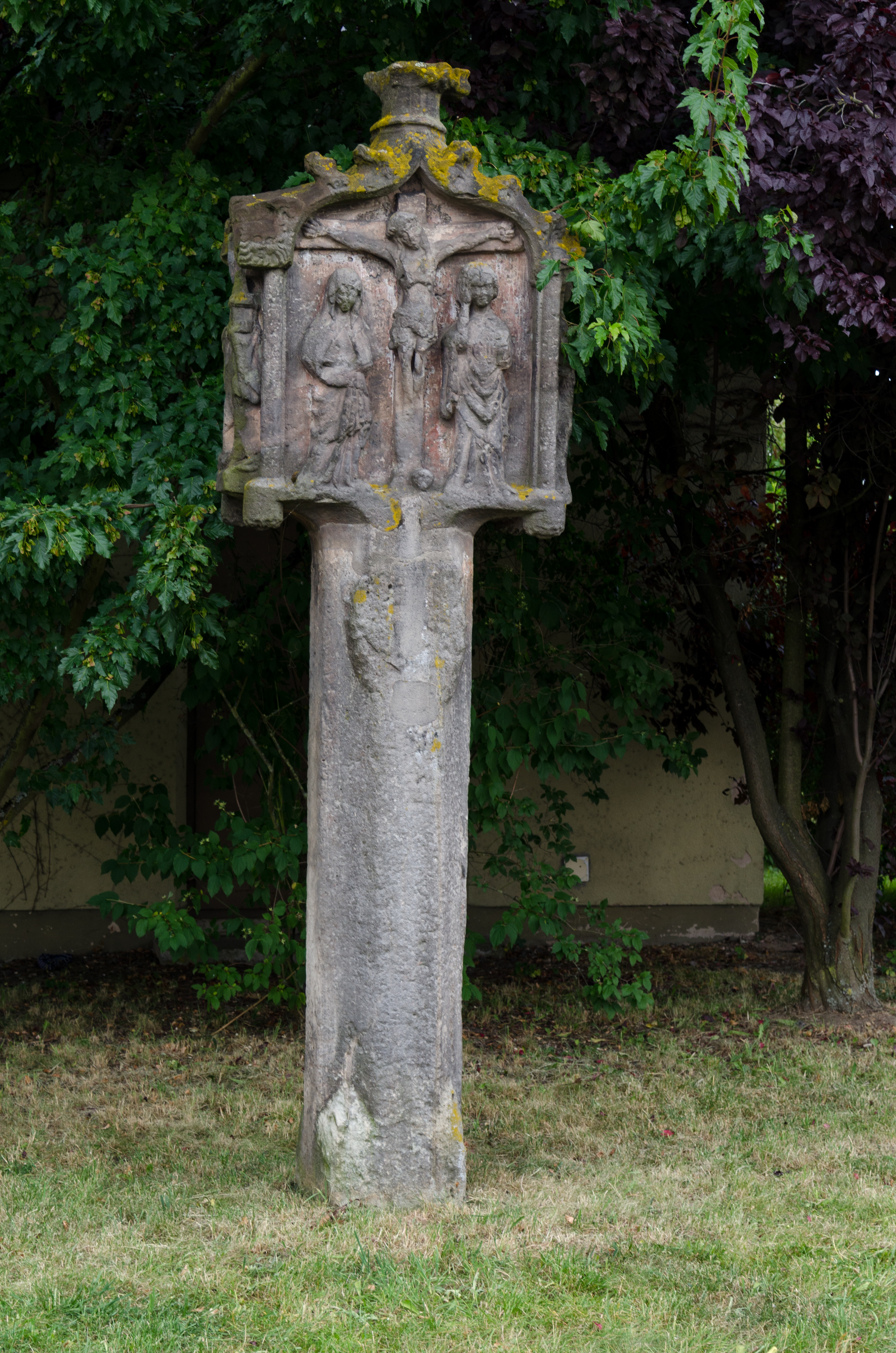
Westseite der Pestmarter

Die sogenannte Pestmarter ist ein unter Denkmalschutz stehender Bildstock in der oberfränkischen Stadt Kronach.
Das Kleindenkmal steht an der Ostseite der Einmündung der Kreuzbergstraße in die Kaulangerstraße, rund 70 m östlich der Kaulangerbrücke über den Fluss Kronach. Es wurde erst nachträglich an seinen heutigen Standort an der Nordseite der Kaulangerstraße versetzt und befand sich ursprünglich am linken Flussufer an der Südseite der Straße.
Der aus Sandstein gefertigte Bildstock entstand wahrscheinlich im frühen 15. Jahrhundert im Zeitalter der Gotik und zählt damit zu den ältesten Martern im Landkreis Kronach. An der Westseite des oktogonalen Schaftes befindet sich ein stark verwittertes Wappen, dessen Herkunft nicht mehr zu bestimmen ist. Der Schaft trägt einen seitlich ausladenden, vierseitigen Aufsatz mit Reliefs an allen Seiten. An den beiden Hauptseiten ist unter gedrückten, mit Krabben verzierten Kielbogen gegen Westen die Kreuzigungsgruppe zu sehen und gegen Osten der das Kreuz tragende Christus. Die beiden Schmalseiten zeigen gegen Norden die heilige Barbara mit Turm und gegen Süden die heilige Katharina mit Rad. Als Bekrönung trägt der Aufsatz eine Kreuzblume, die bereits zur Hälfte abgegangen ist.